# فرودگاه گرند مانان
فرودگاه گرند مانان (به انگلیسی: Grand Manan Airport) یک فرودگاه همگانی است که یک باند فرود آسفالت دارد و طول باند آن ۹۱۴ متر است. این فرودگاه در کشور کانادا قرار دارد و در ارتفاع ۷۳ متری از سطح دریا واقع شده‌است.